# Cotation assistée en continu
 (août 2012).
Si vous disposez d'ouvrages ou d'articles de référence ou si vous connaissez des sites web de qualité traitant du thème abordé ici, merci de compléter l'article en donnant les références utiles à sa vérifiabilité et en les liant à la section « Notes et références ».
CAC (Cotation Assistée en Continu) est le nom du système de « négociation électronique » introduit dans les années 1980 à la Bourse de Paris. Il consiste en une adaptation du système CATS (Computer Assisted Trading System), développé dès le début des années 1970 au Canada par la Bourse de Toronto. 

## Histoire
Dès le début des années 1980, et à la suite de la volonté de moderniser les marchés financiers français exprimée par les pouvoirs publics et les acteurs de l'industrie financière dans le Rapport Pérouse, les responsables de la Chambre syndicale de la Compagnie des agents de change ébauchent plusieurs scénarios d'informatisation de la place parisienne.
Il est notamment décidé de remplacer la Cotation à la criée par un système CATS (rebaptisé CAC), d'abord pour coter des valeurs à faible liquidité en 1986, et ensuite pour traiter toutes des valeurs cotées à la Bourse de Paris (dès 1989). 
Cette innovation remplace in fine totalement l'institution de la criée qui se tenait sur le parquet du Palais Brongniart. 
Moins de 10 ans  plus tard (en 1995), une nouvelle technologie développée par la SBF (Société des bourses françaises) est mise au point sous le nom de NSC (Nouveau système de cotation). Le NSC est la plateforme technologique qui a servi de base à l'initiative Euronext d'alliance de plusieurs marchés boursiers européens.